# Dionisio Point Provincial Park
Der Dionisio Point Provincial Park ist ein 142 ha großer Provincial Park in der kanadischen Provinz British Columbia. Der Park liegt an der nordöstlichen Spitze von Galiano Island, gegenüber der Südspitze von Valdes Island und gehört zum Capital Regional District.

## Anlage
Der Park liegt auf einer Insel der südlichen Gulf Islands und ist daher nur mit der Fähre vom Tsawwassen Ferry Terminal auf dem Festland oder vom Swartz Bay Ferry Terminal auf Vancouver Island aus zu erreichen. Die Insel und damit der Park liegt an der Straße von Georgia.
Kernstücke des Parks sind der, nur durch eine Tombolo mit der Insel verbundene, namensgebende Dionisio Point sowie die inselseitig anschließenden Uferstücke. Ebenfalls gehört zum Park auch die intertidale Gezeitenzone.
Bei dem Park handelt es sich um ein Schutzgebiet der Kategorie II (Nationalpark).

## Geschichte
Der Park wurde im Jahr 1991 eingerichtet. Das Gebiet ist eine Schenkung von MacMillan Bloedel, heute eine Tochter von Weyerhaeuser, an die Provinz.
Benannt wurde der Park nach einer Landzunge innerhalb des Parks. Während die Insel selber den Nachnamen ihres spanischen Entdeckers trägt, erhielt die Landzunge ihren Namen nach dem Vornamen des Entdeckers, nach Dionisio Alcalá Galiano. Der Name Dionisios Point findet sich etwa ab 1859 in den englischen Seekarten.
Wie jedoch bei fast allen Provinzparks in British Columbia gilt auch für diesen, dass er lange, bevor die Gegend von Einwanderern besiedelt oder sie Teil eines Parks wurde, Siedlungs- und Jagd-/Fischereigebiet verschiedener Stämme der First Nations, hier hauptsächlich vom Volk der Penelakut, war. Auf der Insel finden sich an verschiedenen Stellen, besonders am Montague Harbour und am Dionisio Point noch Hinweise, hauptsächlich in Form von Muschelhaufen, auf eine bis zu 1000 Jahre zurückgehende Nutzung der Gegend zur Fischerei. Allerdings wurden 1971 auch Überreste von Hausplattformen gefunden.

## Flora und Fauna
Mit dem Biogeoclimatic Ecological Classification (BEC) Zoning System wird das Ökosystem von British Columbia in verschiedene biogeoklimatische Zonen eingeteilt. Biogeoklimatische Zonen zeichnen sich durch ein grundsätzlich identisches oder sehr ähnliches Klima sowie gleiche oder sehr ähnliche biologische und geologische Voraussetzungen aus. Daraus resultiert in den jeweiligen Zonen dann grundsätzlich auch ein sehr ähnlicher Bestand an Pflanzen und Tieren. Innerhalb dieser Systematik wird der Park der Coastal Douglas Fir Zone mit der Moist Maritime Subzone zugeordnet.
Nach umfangreichen Fällarbeiten im Auftrag von MacMillan Bloedel ab den 1950er Jahren findet sich im Park kein Primärwald mehr. Bei den Bäumen handelt es sich hauptsächlich um nachgewachsene Douglasien, vereinzelt finden sich aber auch Oregon-Eichen und Küsten-Tannen. Ebenfalls finden sich einzelne amerikanische Erdbeerbäume sowie Oregon-Ahorn und Rot-Erle. Der Unterwuchs der Bäume setzt sich aus den verschiedenen Farnen und Heidekrautgewächsen zusammen. Es kommen Shallon-Scheinbeeren und Gewöhnliche Schneebeeren sowie Gewöhnliche Mahonien ebenso vor wie Waldschaumspiere und Schwertfarn (Polystichum munitum). Ebenfalls wurden, neben anderen, die teilweise bedrohten Liliengewächse Sprenkel-Schachblume, Leichtlin-Prärielilie und Oregon-Hundszahn nachgewiesen.
Aufgrund der geringen Größe des Parks finden sich hier an größeren Säugetieren nur diejenigen, welche auch in der Umgebung vorkommen. Dies sind neben dem Columbia-Schwarzwedelhirsch und dem Wolf verschiedene kleineren Säugern wie Nordamerikanischer Fischotter, Amerikanischer Nerz und Waschbär. Die Population an kleineren Säugern, Reptilien und Amphibien wurde bisher nicht genauer untersucht.
Die vorkommenden Vogelarten sind zahlreich und reichen von weitverbreiteten Arten bis zu bedrohten Arten. Es kommen große Jäger wie Weißkopfseeadler und Wanderfalke vor, ebenso verschiedene See- und Wasservögel und auch normale Vogelarten. Gesichtet wurden unter anderem: Beringmöwe, Bonapartemöwe, Pinselscharbe, Kragenente, Wanderdrossel, Helmspecht, Eistaucher, Rothalstaucher, Kanadareiher oder Klippenausternfischer.
Der Tidenhub der Strait of Georgia ist auch hier deutlich spür- und sichtbar; er beträgt im Regelfall etwa 2 bis 3 Meter. Die umgebenden Gewässer und die Gezeitenzone sind ebenfalls reich an maritimem Leben. Jäger wie Stellerscher Seelöwe, Kalifornischer Seelöwe und Schwertwal kommen ebenso vor wie verschiedene Oncorhynchus-Arten, Lengdorsch, Heilbutt oder verschiedene Lachs-Arten.

## Benachbarte Parks
Auf der Insel befinden sich noch weitere Provincial Parks, Bellhouse Provincial Park, Bodega Ridge Provincial Park, Collinson Point Provincial Park und Montague Harbour Marine Provincial Park. Dabei ist der Montague Harbour Marine Provincial Park von besonderem Interesse, da dieser der einzige der vier Inselparks ist, in dem eine Übernachtung mit Zelten und Wohnmobilen möglich ist.

## Aktivitäten
Der Park ist grundsätzlich ein kleiner Park für Tagesbesucher. Umfangreiche touristische Infrastruktur bietet er daher nicht. Das Zelten im Park ist grundsätzlich erlaubt, dafür sind auch an zwei Stellen mehrere Flächen als Wilderness Campsite vorbereitet. Der Park verfügt nur über sehr einfache Sanitäranlagen. Im Park wurden verschiedene Wanderwege angelegt.